# Massini
El massini, masini o flamet es un postre de la gastronomía uruguaya y catalana hecho a base de crema batida, pionono y yema quemada.
.

## Historia
Si bien no se sabe a ciencia cierta si este postre se creó en Cataluña o en Montevideo, su nombre rinde honor al tenor italiano, Angelo Masini. 
En Uruguay se hizo popular gracias a un inmigrante español de nombre Pedro Carrera, quien en 1951 funda la conocida Confitería Carrera de Montevideo. Por otro lado se dice que este postre fue creado en Cataluña, donde se lo conoce como flamet.

## Variantes regionales

### Uruguay
En Uruguay un masini se compone de dos capas de pionono, rellenas con crema batida y cubierto con una mezcla de yemas de huevo y azúcar, que luego se quema con una plancha.
Suele cortarse y servirse en porciones rectangulares de aproximadamente 10x5x6cm.

### Cataluña
En Cataluña, donde también se lo conoce como flamet, se compone de tres capas de bizcochuelo fino donde se interponen una capa de trufa de chocolate para la base y una capa de crema batida para la parte de arriba, sobre la parte superior se cubre con una mezcla de yemas de huevo y azúcar, que luego se quema con una plancha.